# Feliks Falk
Feliks Falk ps. Robert F. Lane, Edward Neyman (ur. 25 lutego 1941 w Stanisławowie) – polski reżyser filmowy i teatralny, scenarzysta, dramatopisarz.

## Życiorys
Feliks Falk jest absolwentem wydziału malarstwa i grafiki warszawskiej ASP (1966) oraz wydziału reżyserii PWSFTviT (1973) w Łodzi. W 1977 wyreżyserował film pt. Wodzirej. Autor sztuk teatralnych i telewizyjnych oraz słuchowisk radiowych. Członek Stowarzyszenia Pisarzy Polskich. Wykładowca studium scenariuszowego „Wytwórnia Scenariuszy” działającego przy Wytwórni Filmów Dokumentalnych i Fabularnych w Warszawie.
Uczęszczał do tej samej szkoły podstawowej, co Marcel Łoziński.
Pochodzi z rodziny o korzeniach żydowskich. Żonaty, ma dzieci.
Został członkiem komitetu poparcia Bronisława Komorowskiego przed przyspieszonymi wyborami prezydenckimi 2010.

## Publikacje
- Wodzirej i inni. Rozmowa z samym sobą (Książka i Wiedza, Warszawa 2021, ISBN 978-83-05-13690-7).
- Gmach. Opowieści prawdopodobne i prawdziwe (Wydawnictwo Lira, Warszawa 2023, ISBN 978-83-67654-28-9).

## Wybrana filmografia
- 1973: Nocleg
- 1975: Obrazki z życia
- 1975: W środku lata
- 1978: Wodzirej
- 1979: Obok
- 1979: Szansa
- 1981: Był jazz
- 1984: Idol
- 1986: Bohater roku
- 1986: Nieproszony gość
- 1989: Kapitał, czyli jak zrobić pieniądze w Polsce
- 1991: Koniec gry
- 1993: Samowolka
- 1994: Lato miłości
- 1995: Daleko od siebie
- 2000: Twarze i maski
- 2005: Komornik
- 2005: Solidarność, Solidarność...
- 2009: Enen
- 2010: Joanna

## Ordery i odznaczenia
- Krzyż Oficerski Orderu Odrodzenia Polski (2011)[4]
- Odznaka ZAiKS-u (1998)[5]

## Nagrody
- Orzeł
  - Najlepszy film: 2006 Komornik
  - Najlepsza reżyseria: 2006 Komornik
  - Nagroda publiczności: 2006 Komornik
- Nagroda na FPFF w Gdyni
  - Brązowe Lwy Gdańskie: 1979 Szansa
  - 1985 Baryton
  - Srebrne Lwy Gdańskie: 1986 Bohater roku
  - Złote Lwy Gdańskie: 1993 Samowolka
  - Złote Lwy: 2005 Komornik
  - 2010 Joanna
- Nagroda na MFF w Berlinie Nagroda Jury Ekumenicznego: 2006 Komornik